# オルドリントン
オルドリントン（Aldrington）は、イギリス南部のシティ、ブライトン・アンド・ホヴ内の地区。かつてはホヴに属していた。何世紀にもわたって旧ホヴ村からエイドゥー川旧河口まで西に伸びるイギリス海峡沿いの牧草地だったが、現在はホヴの住宅地として発展している。

## 歴史
この地にはローマ帝国時代から人々が定住していた。現名称の起源となるイールディアーズ・タン（Ealdhere's Tun）は、アングロ・サクソン人の名前に由来するもので、ドゥームズデイ・ブックにはエルドルチューン（Eldretune）として掲載されている。中世盛期にはエイドゥー川河口がポーツレードへと西に移動し何エーカーもの土地が海に流されたため、オルドリントンの地位は低下していった。16世紀末には地元のセント・レナード教会は廃墟と化し、17世紀に一時的に人口が回復したものの、1831年の国勢調査では人口わずか2人と記録されている。

### 19世紀
19世紀の後半になると、ホヴが西に拡大したことに伴い発展を始めた。セント・レナード教会は1878年に修復され、中世の構造の一部を取り入れている。1894年にはホヴに吸収された。オルドリントンの街区は、国内では珍しい碁盤の目状になっている。東西にニュー・チャーチ・ロードが通っており、道路沿いには住宅地が広がっている。この道はかつて単なるチャーチ・ロードと呼ばれていたが、1895年にセント・フィリップ教会ができたことをきっかけに改名された。南側にはキングスウェイ（旧称ショアハム・ロード）、北側にはポートランド・ロードが並走している。

## 現在

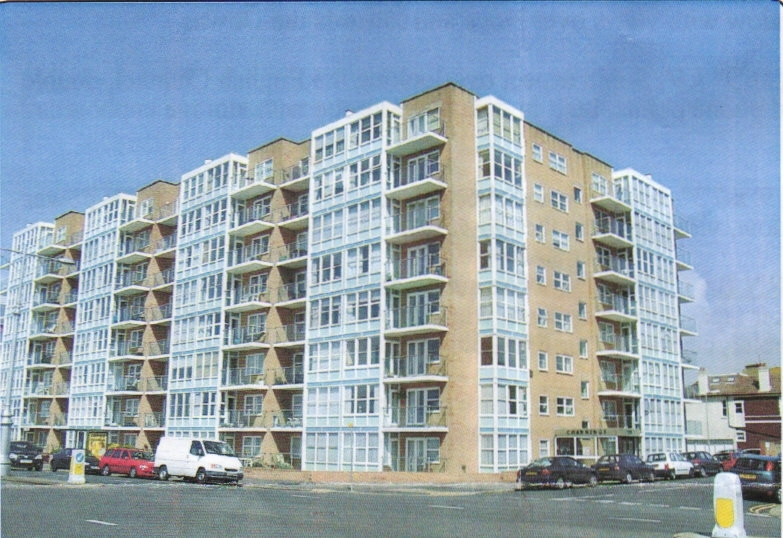
オルドリントン、チャニングス

現在のオルドリントンはホヴの住宅地という位置付けである。これは19世紀後期から20世紀初めにかけて形成された一軒家や街路樹のある通りという特徴を有している。また海岸沿いにはより現代的な住宅が並んでおり、例えばチャニングスは20世紀の典型的な集合住宅である。

## 交通

### 鉄道
ナショナル・レール
- ウェスト・コーストウェイ線（英語版）
  - オルドリントン駅